# Taurus SMT
Taurus SMT — семейство пистолетов-пулемётов производства бразильской компании Taurus Armas. Впервые был представлен в начале 2011 года под обозначением MT G2.
Taurus также предлагает только полуавтоматический вариант MT G2, известный как CT G2, который предназначен для гражданского рынка.

## Варианты
Taurus предлагает SMT в двух разных вариантах: SMT9 и SMT40, единственная разница между ними заключается в их калибре. SMT9 использует патрон 9×19 мм, в то время как SMT40 — патрон .40 S&W.
Taurus CT G2 представляет собой полуавтоматический гражданский вариант MT G2 . Впервые о нём было объявлено на выставке SHOT Show 2011. CTT40 — это дальнейшее развитие серии CT G2.

## Операторы
- Бразилия
  - Сухопутные войска
  - Правоохранительные органы
- Бангладеш
  - Военно-воздушные силы
  - Полиция
- Чили
- Республика Сербская
  - Полиция